# Tungrots-r
Tungrots-r är det skorrande r-ljud som man gör med bakre delen av tungan.  Tungrots-r är vanligt förekommande i sydsvenska mål och i vissa götamål (götaregeln), medan tungspets-r är vanligare i övriga svenska dialekter. 

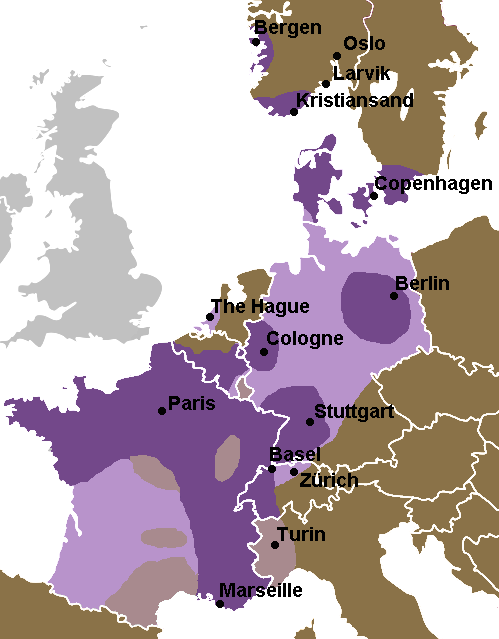
Utbredning av uvulara R (t.ex. /[ʁ ʀ χ]/) i nordvästra Europa under mitten av 1900-talet. Karta baserad på
ovanligt
förekommer i bildat tal
vanligt i bildat tal
generellt

Fonetiskt är tungrots-r en tonande uvular frikativa och skrivs i IPA som ʁ.